# ميلك
ميلك (بالإنجليزية: Milk)‏ فيلم أمريكي إنتاج عام 2008، من إخراج المخرج الأمريكي غاس فان سانت وبطولة شون بن وجيمس فرانكو وجوش برولين، وهو فيلم من أفلام السيرة الذاتية يحكي قصة هارفي بيرنارد ميلك الناشط السياسي في حقوق المثليين، حصل شون بن على جائزة الأوسكار لأفضل ممثل في حفل توزيع جوائز الأوسكار الواحد والثمانين عن دوره في الفيلم، كما حصل كاتب الفيلم داستين لانس بلاك على جائزة الأوسكار لأفضل نص أصلي.

## طاقم الممثلين وأدوارهم
شون بن بدور ميلك
إميل هيرش بدور كليف جونز
جوش برولين بدور دان وايت
دييغو لونا بدور جاك ليرا
جيمس فرانكو بدور سكوت سميث
أليسون بيل بدور أن كلون برغ
فيكتور غاربر بدور جورج مسكون

## وصلات خارجية
- ميلك على موقع IMDb (الإنجليزية)
- ميلك على موقع ميتاكريتيك (الإنجليزية)
- ميلك على موقع الموسوعة البريطانية (الإنجليزية)
- ميلك على موقع روتن توميتوز (الإنجليزية)
- ميلك على موقع نتفليكس (الإنجليزية)
- ميلك على موقع ألو سيني (الفرنسية)
- ميلك على موقع Turner Classic Movies (الإنجليزية)
- ميلك على موقع أول موفي (الإنجليزية)
- ميلك على موقع بوكس أوفيس موجو (الإنجليزية)
- ميلك على موقع فيلمافينيتي (الإسبانية)

1. ↑  مذكور في: قاعدة بيانات الأفلام التشيكية السلوفاكية. لغة العمل أو لغة الاسم: التشيكية. تاريخ النشر: 2001.
2. ↑  وصلة مرجع: http://stopklatka.pl/film/obywatel-milk. الوصول: 7 يوليو 2016.
3. ↑  وصلة مرجع: http://nmhh.hu/dokumentum/158984/2009_filmbemutatok_osszes.xls.